# Гююлуг джамия
Гююлуг джамия (на азербайджански: Quyuluq məscidi) е джамия, разположена в град Шуша, Азербайджан. Тя се намира на улица Одзаггулу в квартал Гююлуг. Джамията Гююлуг е една от седемнадесетте джамии, функциониращи в Шуша към края на 19 век. Сегашното точно състояние на джамията не е известно.